# Sobralia sancti-josephi
Sobralia sancti-josephi är en orkidéart som beskrevs av Friedrich Fritz Wilhelm Ludwig Kraenzlin. Sobralia sancti-josephi ingår i släktet Sobralia och familjen orkidéer.
Artens utbredningsområde är Bolivia. Inga underarter finns listade i Catalogue of Life.